# Phản ứng tổng hợp chuỗi polymerase thời gian thực

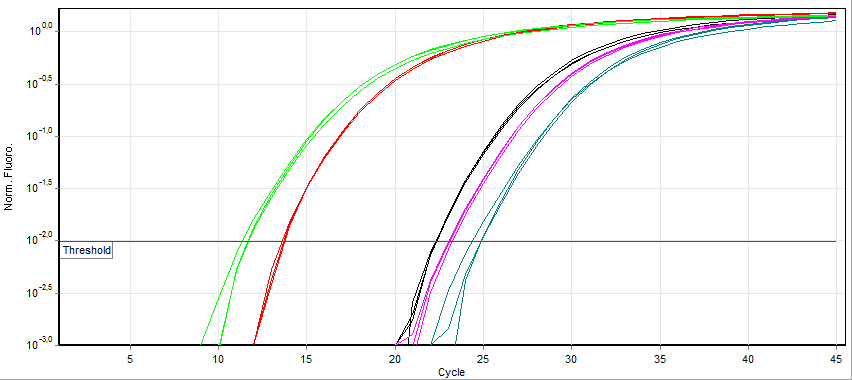
Biểu đồ huỳnh quang xanh SYBR được tạo ra trong quá trình PCR thời gian thực.

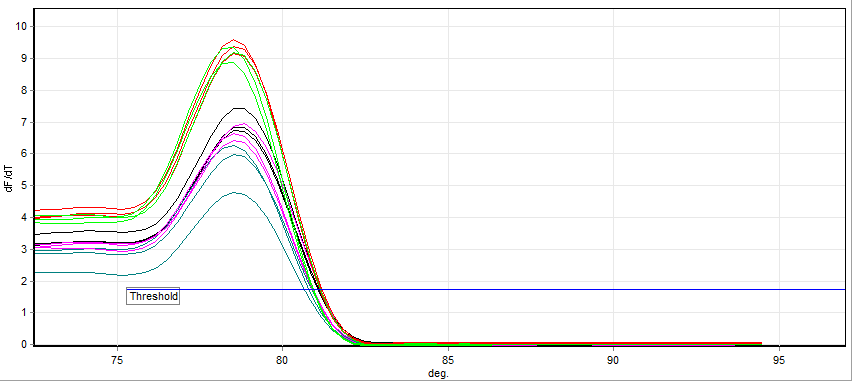
Đường cong nóng chảy được tạo ra vào phần cuối của quá trình PCR thời gian thực.

Phản ứng tổng hợp chuỗi polymerase thời gian thực (tiếng Anh: Real-time PCR, còn được gọi là phản ứng chuỗi polymerase định lượng (qPCR), là một kỹ thuật thí nghiệm sinh học phân tử dựa trên phản ứng chuỗi polymerase (PCR). Nó theo dõi sự khuếch đại của một phân tử DNA được nhắm mục tiêu trong quá trình PCR (nghĩa là trong thời gian thực), chứ không phải ở phần cuối của nó như trong PCR thông thường. PCR thời gian thực có thể được sử dụng định lượng (PCR thời gian thực định lượng) và bán định lượng (nghĩa là trên/dưới một lượng phân tử DNA nhất định) (PCR thời gian thực bán định lượng).
Hai phương pháp phổ biến để phát hiện các sản phẩm PCR trong PCR thời gian thực là (1) thuốc nhuộm huỳnh quang không đặc hiệu xen kẽ với bất kỳ DNA sợi kép và (2) đầu dò DNA đặc hiệu gồm oligonucleotide được dán nhãn bằng máy phóng huỳnh quang, cho phép phát hiện chỉ sau khi lai axit nucleic của đầu dò với trình tự bổ sung của nó.
MIQE đề xuất rằng qPCR viết tắt được sử dụng cho PCR thời gian thực định lượng và RT-qPCR được sử dụng để sao chép ngược qPCR. Từ viết tắt "RT-PCR" thường biểu thị cho phản ứng tổng hợp chuỗi polymerase sao chép ngược, không phải dùng cho là PCR thời gian thực, nhưng không phải tất cả các tác giả đều tuân thủ quy ước này.

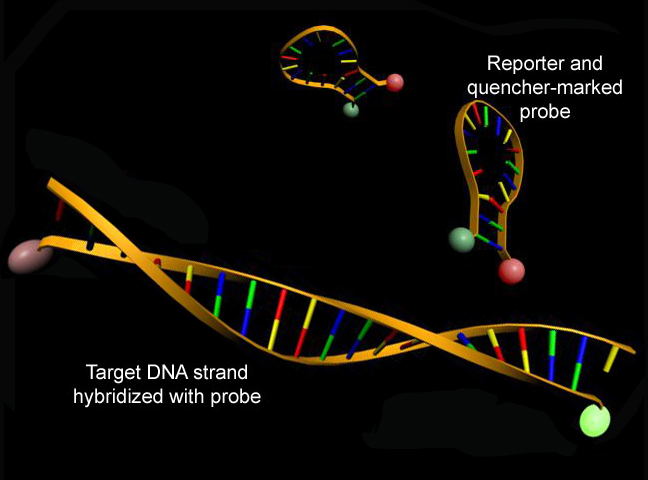
PCR thời gian thực sử dụng fluorophores để phát hiện mức độ biểu hiện gen.

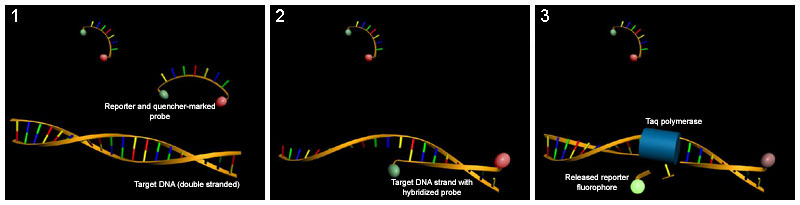
(1) Trong các đầu dò nguyên vẹn, đầu phóng huỳnh quang bị tắt. (2) Đầu dò và chuỗi DNA bổ sung được lai axit nucleic và đầu phóng huỳnh quang vẫn bị tắt. (3) Trong quá trình PCR, đầu dò bị suy giảm bởi Taq polymerase và đầu phóng huỳnh quang được giải phóng.